# Georges Hardy (journaliste)
 (décembre 2021).
Pour les articles homonymes, voir Hardy et Georges Hardy (homonymie).
Georges Hardy, de son vrai nom Georges Kuhne, est un homme de radio et de télévision suisse, né le 10 décembre 1914 et mort le 26 août 1996.

## Biographie
Georges Hardy a débuté en 1937 à « Radio-Genève », pour financer ses études de droit. Comme speaker, il touchait alors un cachet de dix francs par jour. C'est lui qui a notamment annoncé la mobilisation, le 1er septembre 1939, par cette phrase : « Demain, samedi 2 septembre est le premier jour de la mobilisation générale. »
Il entre ensuite en 1940 au Comité international de la Croix-Rouge (CICR) en qualité de juriste et s'est rendu dans de nombreux pays en guerre. Il commence sa carrière à l'Agence centrale pour les prisonniers de guerre, alors sous la direction de Roger Gallopin, et est affecté au secteur Afrique du Nord.
De juillet 1943 à février 1945, il est envoyé en mission à la délégation du Caire, où on lui confie principalement des tâches administratives. Depuis la capitale égyptienne, il effectue plusieurs missions hors de la région, assistant notamment le rapatriement des prisonniers de guerre allemands de Port-Saïd à Barcelone et de prisonniers de guerre néo-zélandais et australiens de Barcelone à Port-Saïd. En octobre 1943, il est convoqué à Alger par Jean Duchosal, secrétaire général du CICR, qui lui confie la tâche de monter une délégation à Palerme pour la Sicile, la Corse et la Sardaigne pour une  mission qui dure de novembre 1943 à septembre 1944.
À son retour à Genève, Georges Kuhne se consacre surtout aux activités radiophoniques. De 1945 à 1946, il a fait partie de l'équipe qui créé le service radio de la Croix-Rouge, chargé de rechercher les disparus de la guerre. Il travaille pour cette radio jusqu'à son départ en 1967.
En 1953, toujours pour le compte du CICR, il effectue une courte mission en Hollande après les inondations qui ont ravagé ce pays.
En 1954, Georges Hardy fut l'un des pionniers du premier studio romand de télévision. Pour le petit écran, il a notamment commenté des matchs de football et le Concours Eurovision de la chanson. De 1969 à 1980, il a animé l'émission À vos lettres.
Georges Hardy a pris sa retraite en 1985.